# Alțina (gmina)
Alțina – gmina w Rumunii, w okręgu Sybin. Obejmuje miejscowości Alțina, Benești i Ghijasa de Sus. W 2011 roku liczyła 1562 mieszkańców.